# MOSIS
MOSIS(Metal Oxide Semiconductor Implementation Service)は南カリフォルニア大学の試作半導体集積回路製造サービス。運営は情報科学研究所が行っている。

## 概要
DARPAの要請を受け、1981年に南カリフォルニア大学内に設立された。これまでに65,000件を超える集積回路が試作されている。創業間もないベンチャー企業や教育機関などでアイディアはあっても半導体製造設備には巨額の投資が必要なため、試作する環境がない潜在的な需要を満たすために半導体製造企業の協力で設立された。ファウンドリ(半導体受託生産)の先駆けではあるものの、独自の製造設備は保有せず、試作、大きな需要が見込めないような集積回路の小規模量産を目的としている所が異なり、設立当初に半導体の製造を依頼していた企業の中には現在では大企業になった企業も複数ある。設計に必要な情報はMOSISのサーバーから直接入手可能で大学・研究機関での研究用IC試作、研究・製品開発や量産前の評価用試作向けに低価格で利用できる。